# Automolis virgata
Automolis virgata là một loài bướm đêm thuộc phân họ Arctiinae, họ Erebidae.